# 西高止山脉
西高止山脉（Western Ghats，卡纳达语：ಸಹ್ಯಾದ್ರಿ）是印度南部的一座山脉，位于德干高原的西部，呈南北走向，长度约1600公里，海拔平均为900米，纵穿马哈拉施特拉邦、卡纳塔克邦和喀拉拉邦。西高止山脉东坡平缓，西坡陡峭。
西高止山脉的最高峰是Anai Mudi，海拔2695米，位于喀拉拉邦。另外还有：
- 在北段（马哈拉施特拉邦）：Kalsubai 1646米、Harishchandragarh 1424米和Mahabaleshwar 1438 m
- 在中段（卡纳塔克邦西南部）：Kudremukh 1862米、Mullayanagiri 1925米

在南部，西高止山脉的南与其他小的山脉相连，特别是泰米尔纳德邦西北部的尼尔吉里丘陵。这些小山脉和丘陵与东高止山脉相连接，起到野生动物走廊的作用，通过此走廊，大象等动物可以在西边和西边的山脉之间自由穿梭。
由於當地農業的擴展，大量森林被開發成為農地，这使當地的原始森林縮減至原來的10%。當地的原生動物因此被危及，如：眼鏡王蛇，威脅當地的生物多樣性。

印度西南部降水量
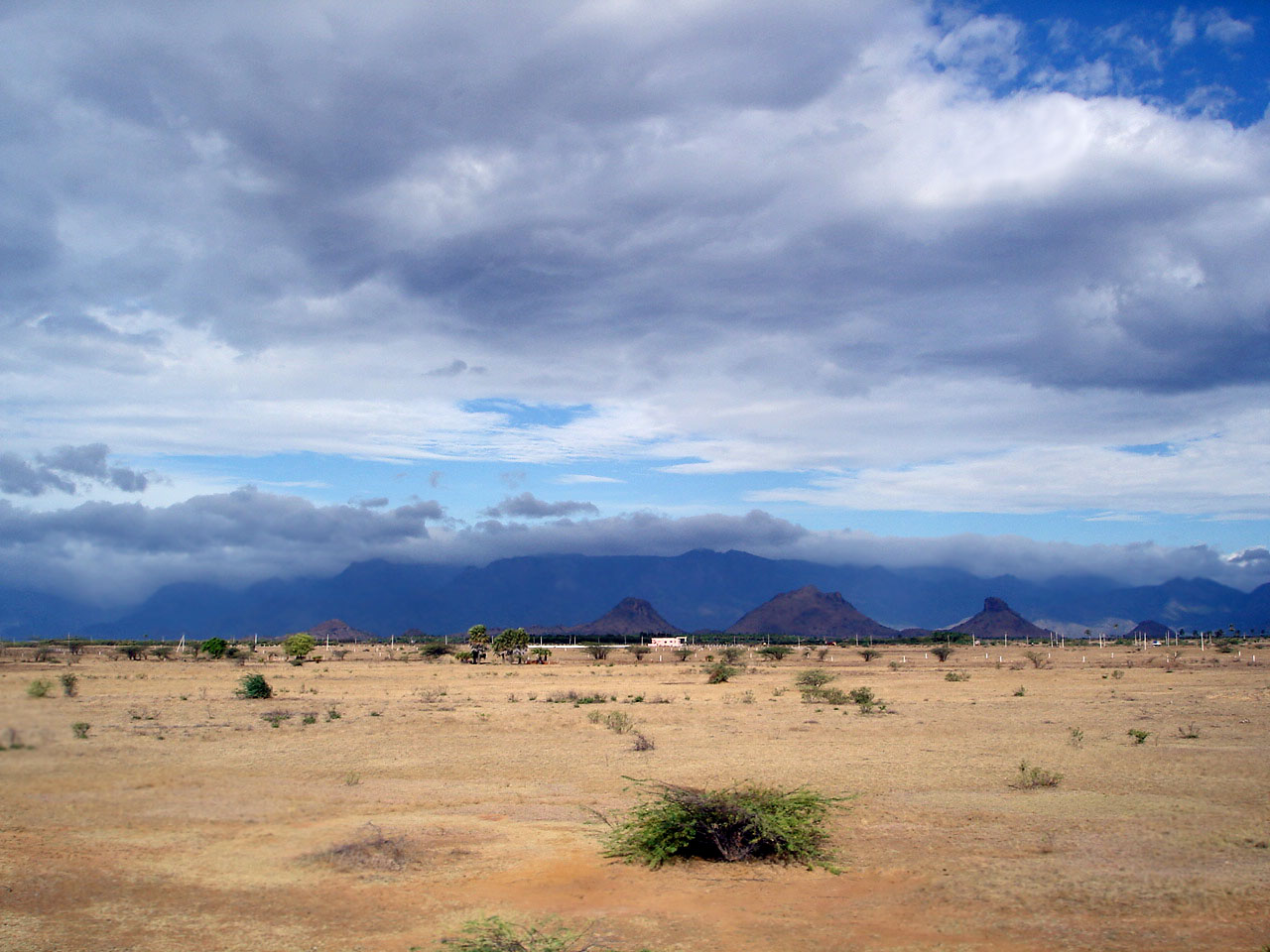
西坡被雨水覆盖而东坡干燥的西高止山南端